# Stade Nyonnais
Stade Nyonnais is een Zwitserse voetbalclub uit Nyon, een plaats in het Franstalige kanton Vaud. De in 1905 opgerichte club heeft geel en zwart als traditionele kleuren. 

## Geschiedenis

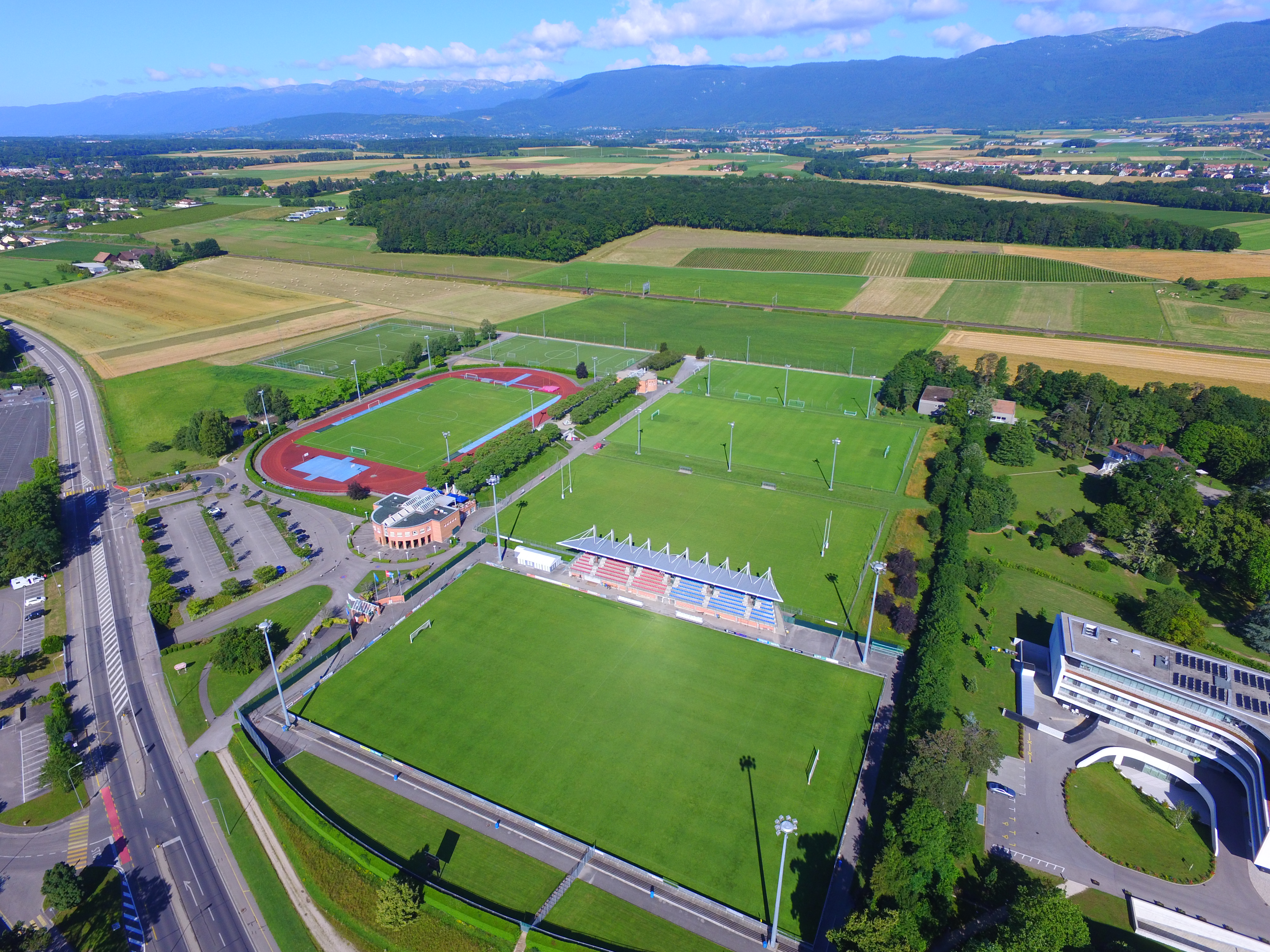
Het sportcomplex Colovray is de thuisbasis

De meeste tijd van de geschiedenis bracht Stade Nyonnais door in de hogere amateurklassen. Het was wel enkele seizoenen actief in de tweede klasse, vroeger de Nationalliga B geheten en later de Challenge League.  
Stade Nyonnais speelde in 2007/2008 in de 1. Liga en de club promoveerde datzelfde jaar naar de Challenge League. In hetzelfde seizoen bereikte het kwartfinale van de strijd om de Zwitserse beker. In het seizoen 2011/2012 degradeerde de club naar de nieuw gevormde Promotion League. 
In 1991 werd het stadion geopend dat ook geschikt is voor rugbywedstrijden. De accommodatie voldoet aan de eisen voor wedstrijden in de Challenge League, daarom heeft FC Stade Lausanne-Ouchy na hun promotie naar de Challenge League één seizoen in Nyon gespeeld. 

## Eindklasseringen
| Seizoen   | №  | Clubs | Divisie          | Duels | Winst | Gelijk | Verlies | Doelsaldo | Punten | Tsch |
| --------- | -- | ----- | ---------------- | ----- | ----- | ------ | ------- | --------- | ------ | ---- |
| 2008–2009 | 14 | 16    | Challenge League | 30    | 8     | 4      | 18      | 26–56     | 28     | 763  |
| 2009–2010 | 14 | 16    | Challenge League | 30    | 8     | 7      | 15      | 36–64     | 31     | 733  |
| 2010–2011 | 6  | 16    | Challenge League | 30    | 13    | 7      | 10      | 48–51     | 46     | 766  |
| 2011–2012 | 12 | 16    | Challenge League | 30    | 8     | 10     | 12      | 41–49     | 34     | 670  |
| 2012–2013 | 10 | 16    | Promotion League | 30    | 8     | 9      | 13      | 44–51     | 33     | 236  |
| 2013–2014 | 11 | 16    | Promotion League | 28    | 10    | 5      | 13      | 36–48     | 35     | 266  |
| 2014–2015 | 9  | 16    | Promotion League | 30    | 12    | 6      | 12      | 39–37     | 42     | 300  |
| 2015–2016 | 7  | 16    | Promotion League | 30    | 11    | 6      | 13      | 46–45     | 39     | 351  |
| 2016–2017 | 4  | 16    | Promotion League | 30    | 14    | 7      | 9       | 51–39     | 49     | 256  |
| 2017–2018 | 2  | 16    | Promotion League | 30    | 20    | 4      | 6       | 64-33     | 64     | 369  |
| 2018–2019 | 6  | 16    | Promotion League | 30    | 13    | 4      | 13      | 56-36     | 43     | 245  |
| 2019–2020 | 3  | 16    | Promotion League | 17    | 9     | 3      | 5       | 37-21     | 30     | 228  |

## Trainer-coaches
- Péter Pázmándy (1991–1995)
- Pierre-Albert Tachet (1995)
- Marco Schällibaun (1995–1997)
- Christophe Moulin (1997–2000)
- Gustave Ostermann (2000–2001)
- Patrice Roggli (2001–2002)
- Pierre-Albert Tachet (2002–2003)
- Pablo Huigueras (2003)
- Luca Ippoliti (2003–2005)
- Arpad Soos (2005–2006)
- Christian Zermatten (2006–2007)
- Arpad Soos (2007–2009)
- Frantz Barriquand (2009–2010)
- John Dragani (2010–2011)
- Jean-Michel Aeby (2011–2012)
- Bernardo Hernadez (2012–)

## Bekende spelers
- Dalibor Stevanovič

FC Aarau · 
AC Bellinzona ·
Étoile Carouge ·
Neuchâtel Xamax ·
FC Schaffhausen · 
Stade Lausanne-Ouchy ·
Stade Nyonnais ·
FC Thun · 
 FC Vaduz · 
FC Wil